# Кутанійська кераміка

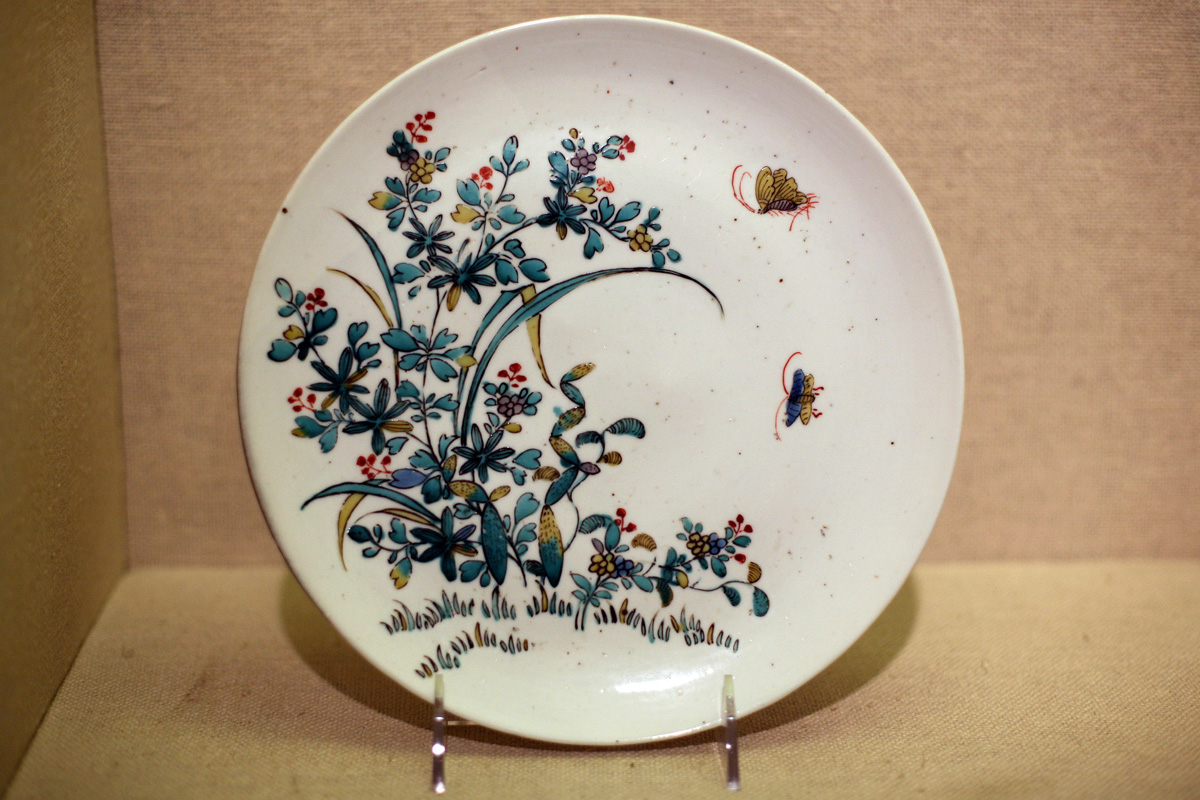
Стара кутанійська кераміка (17 століття, Японія, Бруклінський музей)

Кутані́йська кера́міка (яп. 九谷焼, くたにやき, МФА: [kutaɲi jakʲi̥]) — різновид японської порцеляни. Виготовляється з середини 17 століття в селі Кутані (місто Каґа, Ісікава). Поділяється на два типи кераміки — стару і нову. Перша виготовлявся протягом 1655 — 1704 років; їй притаманний грубуватий різнокольоровий розпис. Друга виготовлялася після 1806 року, під керівництвом Аокі Мокубея; їй притаманний витончений багатий розпис з використанням сусального золота, виконаний у монохромному або поліхромному стилі. У 20 столітті дочірні центри виготовлення кутанійської кераміки існують в містах Канадзава, Комацу, Номі.